# KARAntin
KARAntin (russisch КАРАнтин), oder Quarantäne, ist ein russisch-finnischer dystopischer Dramafilm aus dem Jahr 2021 von Diana Ringo. Der Film wurde am 14. September 2021 in Blagoweschtschensk, Russland, uraufgeführt. Die Moskauer Uraufführung fand am 4. Oktober im KARO 11 Oktjabr statt. Der Film wurde offiziell für die Golden Globes 2022 nominiert. (Russland, Finnland).

## Handlung

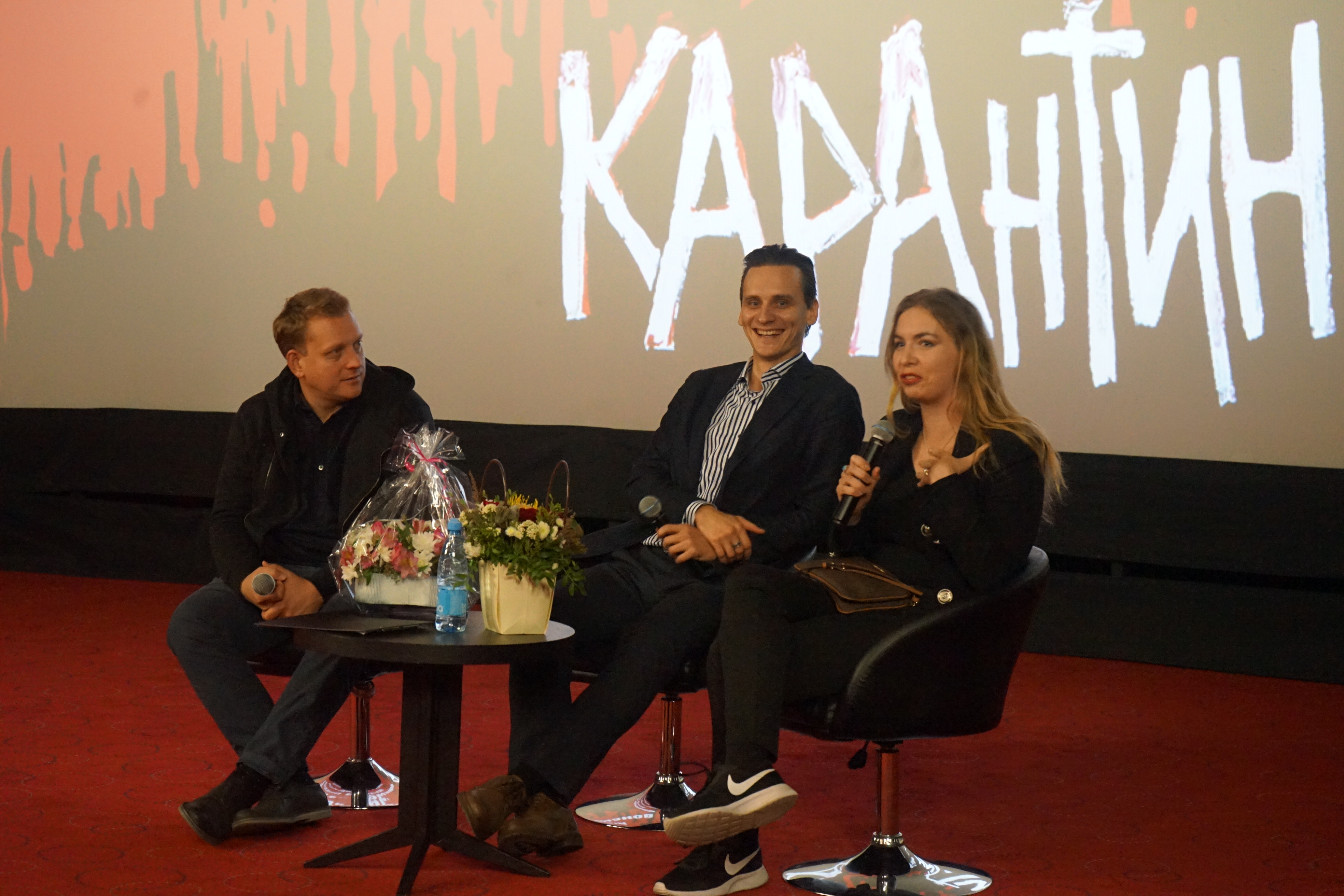
Aleksandr Obmanov und Diana Ringo bei der Filmpremiere von "KARAntin"

In naher Zukunft: Felix, hat sein Haus seit mehr als 20 Jahren nicht mehr verlassen, da die ganze Welt unter Quarantäne gestellt wurde. Nachdem die Quarantäne angekündigt wurde, geschah eine globale Katastrophe. Felix war einer der wenigen, denen es gelang, sich unter der Erde in einem Bunker zu verstecken und zu überleben. Er ist völlig allein, ohne Kommunikationsmittel. Seine einzigen Gefährten sind die Geister der Menschen, die er einst kannte. Felix wird von dem Gedanken verfolgt, dass er die Katastrophe hätte verhindern können, da er die Möglichkeit hatte, der Welt die Wahrheit zu sagen.
Felix erinnert sich an Gespräche mit Kirill, seinem ehemaligen Freund, der sagte, dass man in einer Krise nur überleben kann, wenn man beiseite bleibt und schweigt. Die Freundin von Felix hingegen war davon überzeugt, dass es möglich ist, die Welt zu retten und dass Felix die geheimen Informationen, die er besitzt, preisgeben muss.

## Entstehung
Der Film wurde in Russland, Finnland und Österreich gedreht.  Der Film wurde ohne Unterstützung durch staatliche Filmförderung gedreht. Der Film ist das Regiedebüt der Komponistin Diana Ringo, die den Soundtrack und das Drehbuch für den Film geschrieben hat. Sie schrieb das Drehbuch während des Covid-19-Lockdowns in Wien, Österreich. Der Verdiente Künstler der Russischen Föderation Anatoli Bely spielte in dem Film die Hauptrolle des Protagonisten Felix.

## Veröffentlichung
Die Weltpremiere des Films fand am 14. September 2021 beim Amur Herbst Film und Theater Festival in Blagoweschtschensk, Russland, statt. Die Moskauer Premiere fand am 4. Oktober im Kinozentrum KARO 11 Oktjabr statt.
Der Film wurde 2021 auch in Wien und Prag gezeigt.
2022 wurde der Film für das Hauptprogramm des 5.  Filmfestivals in Ravno Selo, Serbien ausgewählt. Gründer des Festivals ist deer Serbische Filmstar Lazar Ristovski.
KARAntin wurde am 2. November 2021 von Prime Video als digitales Streaming veröffentlicht. 2022 wurde der Film auch auf der FilmDoo-Plattform veröffentlicht.

## Auszeichnungen
KARAntin wurde beim ES Europe International Film Festival mit dem Preis für die besten visuellen Effekte oder das beste Design ausgezeichnet im 2021.